# ضابط استخبارات
ضابط الاستخبارات هو شخص يعمل في منظمة لجمع وتحليل المعلومات التي قد تفيد تلك المنظمة. كلمة ضابط  هي عنوان وظيفي ولا ينبغي الخلط بينه وبين رتب الشرطة أو العسكرية، وإن كان بامكان حاملي الرتب العسكرية أن يكونوا ضباط استخبارات كذلك. المسمى الوظيفي قد يشمل أشخاصاً يعملون القوات المسلحة والشرطة أو شركات خاصة بغرض جمع معلومات تنافسية، ولكنه تقليدياً يشير إلى العاملين في أجهزة الاستخبارات المدربين على مراقبة وتقييم المخاطر التي تهدد أمن ومصالح البلد داخلياً وخارجياً. تتنوع متطلبات العمل بتنوع الصيغة الوظيفية للضابط، فضابط العمليات التقنية يحمل مؤهلات مختلفة عن ضابط العمليات العادي.....أنامن هنا اقول لكم ايوه القتلة اسفحين المغتصبين أرض الحرار انتم لا شئ انتم الستم الا حشرات